# 世界の果てに、ひろゆき置いてきた
『世界の果てに、ひろゆき置いてきた』（せかいのはてに、ひろゆきおいてきた）は、ABEMAで2023年8月12日から配信されているバラエティ番組である。

## 番組概要
日本一論理的で口うるさい男・ひろゆきを、アフリカ大陸のナミブ砂漠に置き去りにしたらどうなるかを追った旅バラエティー番組。「予算10万円、移動は陸路のみ」ルールでアフリカ横断に挑む様子を送る。プロデュースはテレビ東京で『家、ついて行ってイイですか?』『吉木りさに怒られたい』など独自のヒット番組を生み出した高橋弘樹。高橋は放置して面白そうな人としてキャスティングしたという。東出昌大とToshlは人生について一度立ち止まって考えたことがある人という理由で起用した。
第1回の前には2023年8月5日に、事前番組として第0回（24分）が配信。
YouTubeチャンネル「ReHacQ」では出演者座談会なども行われた。
2024年5月18日、season2として『世界の果てに、東出昌大置いてきた』が開始。第2回にひろゆきが加わり、タイトルが『世界の果てに、東出・ひろゆき置いてきた』に変更になった。

## 出演者
ひろゆき
日本で一番ロジカルで、リアクションすべきところでリアクションしない、番組の都合を一切考えない男。「海外でのローカル路線バスの旅」と聞いて連れてこられた。このため、砂漠をヒッチハイクし、バス停を探すところから始まる。英語が堪能なため、言葉は苦にしていない、また宿の調達もネット予約。
プロデューサーの高橋は「基本的には演者としては機能しない」と述べ、「ひろゆきさんを見せたいという意図はあまりなくて、ひろゆきさんを通してのアフリカを見たかった。今回の番組でのひろゆきさんは、演者というか媒介者というイメージが強いです」と語っている。当番組での所持金は10万円（7万円分の米ドルと、3万円分のナミビアドル）。
東出昌大
Episode3より合流する旅の同行者。甘え上手でコミュニケーション能力が高い。狩猟免許を持っていることもあり、牛などを捌くことに長ける。
Toshl
Episode9より合流。番組内では「龍玄とし」を名乗る。スケジュールとひろゆきの選択した道程都合上、約30分の合流となった。
豊川康成
番組ディレクター。通称「監督」。英語は話せず、現地交渉などはひろゆき任せ。度々日本語で大声を出す、なぜかスラム街に行きたがる等、ひろゆきから何度も注意されている。ひろゆきいわく、愛すべきお荷物。『家、ついて行ってイイですか?』ディレクターでもある。
現地住民との食事代などは、豊川が撮れ高などのためポケットマネーで支払っている（番組内ではABEMAポケットと呼称）。これとは別に、名所を訪れるなど撮れ高確保できたと豊川が判断した場合、ひろゆきに別に2万円分の米ドルを支給している。

## スタッフ
- 制作進行：ひろゆき
- ロケ交渉：ひろゆき
- 構成：興津豪乃、今井健太
- カメラ：柳澤将喜
- 編集：渡部敦也（ヌーベルアージュ）
- MA：太田智子（ヌーベルアージュ）
- 音効：大久保吉久（3×7）
- グラフィック：ミショー樹梨亜
- アシスタントプロデューサー：阪本智哉、石井結人
- ディレクター：瀧本卓
- 演出：豊川康成、今井雄大（#3から）
- プロデューサー：片野正大、荒川慧介、早坂香里、永井宏明、高橋研
- 演出・プロデューサー：高橋弘樹
- 制作協力：unit
- 製作著作：ABEMA

## season2
『世界の果てに、東出昌大置いてきた』→『世界の果てに、東出・ひろゆき置いてきた』
2024年5月10日に事前番組として第0回（14分）を配信。2024年5月18日開始。第2回にひろゆきが合流しタイトル変更された。7月14日に特別番組『【緊急生配信】東出&ひろゆき再会!!南米旅の（秘）裏側を語る!!』を挟む。

### スタッフ（season2）

#### 最終回（2025年3月2日）配信時点
- カメラ：柳澤将喜（TFO）
- コーディネーター：園田オスカル、園田リカルド、具志堅勝、山田ラファエル
- 編集：大内侑香（ヌーベルアージュ）
- MA：濱口大蔵（ヌーベルアージュ）
- 音効：大久保吉久（3×7）
- 音楽：BGMer
- グラフィック：ミショー樹梨亜
- 編成：水之江敬介、下平燦人、高橋大智、篠塚希
- 宣伝：野村智寿、梅宮光司、船曳健太、宇仁桃子
- 広報：吉澤容子、堤茜子
- 番宣：大野雄一
- アシスタントディレクター：向山華月、佐々木来歩
- アシスタントプロデューサー：佐藤蒼士
- プロジェクトマネージャー：曽根田怜士、中野友太
- ディレクター：瀧本卓、濱田一樹
- 演出：豊川康成、木下大揮
- プロデューサー：荒川慧介、早坂香里、永井宏明、高橋研、中野成美、前田夢有、村林恵美利、佐藤宏太郎
- 演出・プロデューサー：高橋弘樹
- 制作協力：unit、tonari
- 製作著作：ABEMA